# Giovanni d'Azzo degli Ubaldini

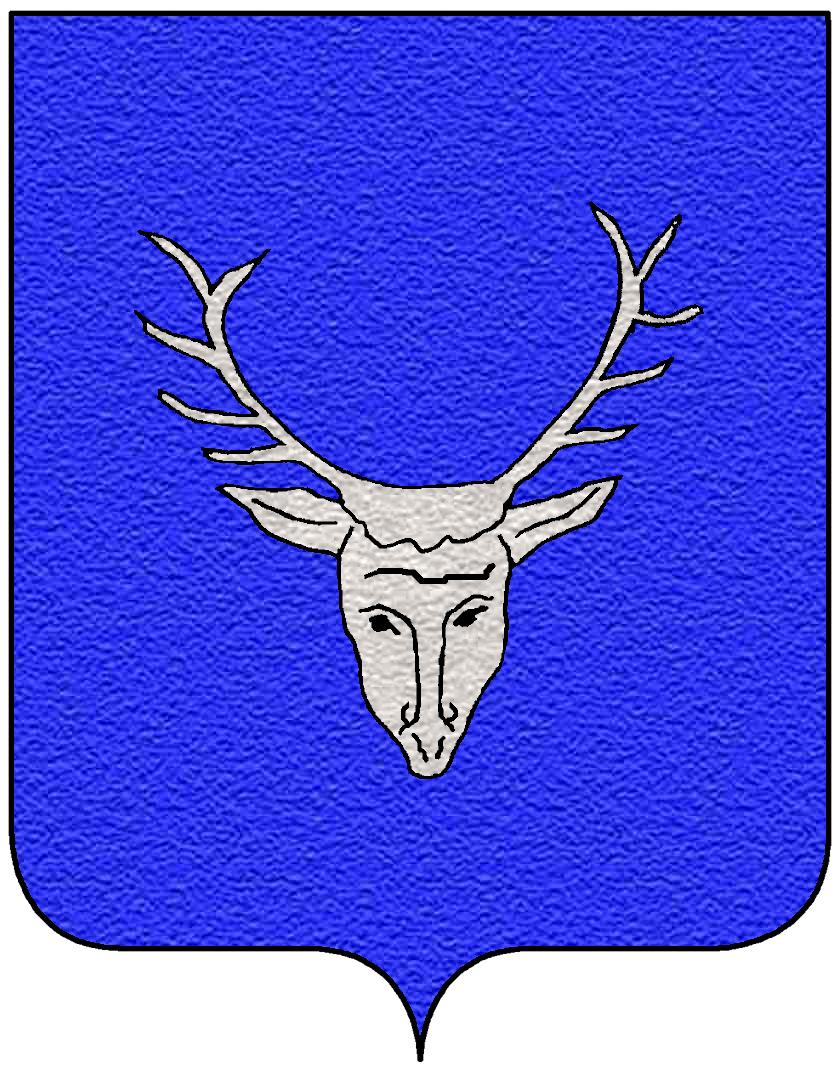
Stemma Ubaldini

Giovanni d’Azzo degli Ubaldini (... – Siena, giugno 1390) è stato un condottiero italiano.

## Biografia
Iniziò la sua attività di uomo d'armi nel 1365 militando contro Firenze nella Compagnia di San Giorgio, condotta da Ambrogio Visconti.
Operò con alterne fortune nelle Marche, Umbria e in Toscana. Dopo lo scioglimento della compagnia, combatté contro la Repubblica di Siena.
Nel 1384 si alleò con il capitano di ventura Giovanni Acuto, combattendo nel senese e nell'ascolano. Nel 1385 spostò la sua attività nel nord della penisola, associandosi a Giovanni da Barbiano contro gli Estensi di Ferrara. Nel settembre dello stesso anno fu in Friuli a combattere gli Scaligeri e i veneziani, conquistando Portogruaro.
Al soldo dei Carraresi, nel febbraio 1386 a Ponte di Barbarano (Vi) sconfisse le milizie condotte da Cortesia Serego e quindi a Montagnana. Nel giugno ingaggiò una furiosa lotta nella battaglia delle Brentelle, dalla quale uscirono sconfitte le truppe scaligere ancora una volta comandate da Sarego e catturati e condotti a Padova i principali avversari: Facino Cane, Giovanni Ordelaffi, Ostasio II da Polenta e lo stesso Sarego. Nel novembre 1386 si alleò con il nuovo signore di Milano, Gian Galeazzo Visconti, combattendo gli Scaligeri sino alle porte di Verona e assediando i loro numerosi castelli sul lago di Garda, tra cui Peschiera, Lazise, Bardolino, Torri e Malcesine.
Nel 1387 a Milano venne nominato capitano generale delle truppe viscontee. Le ultime imprese (1390) furono al soldo della Repubblica di Siena contro i fiorentini, coadiuvato da diversi condottieri, tra cui Ceccolo Broglia e Brandolino Brandolini.
Morì a Siena nel giugno 1390 forse per avvelenamento da parte dei Fiorentini e fu sepolto solennemente nel duomo.